# ديف بيلي
ديف بيلي هو منافس ألعاب قوى كندي، ولد في 17 مارس 1945 في تورونتو في كندا.

## وصلات خارجية
- ديف بيلي على موقع أوليمبيديا (الإنجليزية)